# 메리놀병원

메리놀병원은 부산광역시 중구 중구로 121 에 위치한 부산가톨릭의료원 산하 종합병원이다.

## 연혁
- 1950년 4월 15일 메리놀병원 개원
- 1963년 12월 26일 메리놀병원부속 간호학교 설립인가